# 849 (szám)
A 849 (római számmal: DCCCXLIX) egy természetes szám, félprím, a 3 és a 283 szorzata.

## A szám a matematikában
A tízes számrendszerbeli 849-es a kettes számrendszerben 1101010001, a nyolcas számrendszerben 1521, a tizenhatos számrendszerben 351 alakban írható fel.
A 849 páratlan szám, összetett szám, azon belül félprím, kanonikus alakban a 31 · 2831 szorzattal, normálalakban a 8,49 · 102 szorzattal írható fel. Négy osztója van a természetes számok halmazán, ezek növekvő sorrendben: 1, 3, 283 és 849.
A 849 négyzete 720 801, köbe 611 960 049, négyzetgyöke 29,13760, köbgyöke 9,46897, reciproka 0,0011779. A 849 egység sugarú kör kerülete 5334,42433 egység, területe 2 264 463,126 területegység; a 849 egység sugarú gömb térfogata 2 563 372 259,0 térfogategység.